# SP Falcons
El SP Falcons, conocido como Bulgan SP Falcons por razones de patrocinio, es un equipo de fútbol de Mongolia que juega en la Liga de Fútbol de Mongolia, la primera división nacional.

## Historia
Fue fundado en el año 2003 en la capital Ulaanbaatar, pero fue hasta la temporada 2023/24 donde logró ser campeón nacional por primera vez.
En la temporada 2024/25 jugó en la Liga Desafío de la AFC, su primer torneo internacional, donde quedó eliminado en la fase de grupos.

## Palmarés
- Liga de Fútbol de Mongolia: 2

2023-24, 2024-25

## Participación en competiciones de la AFC
| Temporada | Torneo                 | Ronda          | Club                        | Casa | Visita | Global   |
| --------- | ---------------------- | -------------- | --------------------------- | ---- | ------ | -------- |
| 2024/25   | Liga Desafío de la AFC | Fase de grupos | Madura United               | 0-0  | x      | 3° lugar |
| 2024/25   | Liga Desafío de la AFC | Fase de grupos | Preah Khan Reach Svay Rieng | 2-1  | x      | 3° lugar |